# Elselina van Houweningen
Elselina van Houweningen, ook Elsje van Houwing (? - begraven Den Haag, 8 maart 1681) was het dienstmeisje dat meehielp bij de ontsnapping van Hugo de Groot in een boekenkist uit Slot Loevestein.

## Geschiedenis
Van Houweningen was al voor 1619 dienstmeisje bij Hugo de Groot en Maria van Reigersberch in Den Haag. Haar werkgever was in 1619, beschuldigd van landverraad, gevangengezet in Slot Loevestein. Zij vergezelde haar werkgeefster, die toestemming had gekregen om zich bij haar man te vestigen. Samen met haar werkgevers werd het plan gesmeed om De Groot uit het kasteel te smokkelen in een boekenkist. Van Houweningen speelde een actieve rol bij de uitvoering van het plan. Zij vergezelde de kist op de boottocht over de Merwede en zorgde ervoor dat de kist met De Groot werd afgeleverd op een bevriend adres in Gorinchem. Van Houweningen heeft ook in de periode daarna nog dienstgedaan bij De Groot en Reigersberch, die zich na de geslaagde vlucht in Parijs hadden gevestigd.
In 1625 trouwde ze met notaris Willem van Velden, die eveneens in dienst was geweest bij De Groot en door hem was opgeleid. Het echtpaar vestigde zich in Den Haag, waar haar man in 1642 advocaat bij het Hof van Holland werd. Van Houweningen overleed in 1681 en werd op 8 maart van dat jaar in haar woonplaats begraven.

## Eerbetoon
In Gorinchem, Sleeuwijk, Delft en Amsterdam zijn straten naar haar vernoemd.  